# Georges Renaud (1844-1907)
Pour les articles homonymes, voir Renaud (homonymie).
Georges Renaud, né le 17 août 1844 à Versailles et mort le 29 novembre 1907 à Paris, est un économiste, géographe, fonctionnaire, conférencier et enseignant français.

## Biographie
Né le 17 août 1844 à Versailles, au no 3 de la rue Royale, Georges Renaud est le fils de Pauline Renaud, née Delpierre, et de Charles-Modeste Renaud, docteur en médecine. Son grand-père maternel est l'agronome Léocade Delpierre. Son frère aîné est le poète Armand Renaud.
En 1863, Georges Renaud entre au ministère de l'Agriculture et du Commerce, où il travaille tout d'abord en tant qu'expéditionnaire (1863-1868) puis comme rédacteur (1868-1879).
En 1865, il participe à la fondation, sous l'égide d'Édouard Charton, de la bibliothèque populaire de Versailles, dont est le secrétaire jusqu'en 1869. À la même époque, il participe aux concours de l'Académie des sciences morales et politiques. En 1867, il obtient ainsi une mention honorable pour un mémoire relatif à « l'influence de la moralité et de l'éducation sur le taux des salaires », puis en 1870, ex æquo avec Paul Leroy-Beaulieu, il remporte le premier prix pour un mémoire relatif aux effets économiques des impôts fonciers.
Pendant la Guerre de 1870, il se bat aux côtés de son frère Armand au sein du bataillon des volontaires de Versailles et prend part au combat du plateau d'Avron.
Le 30 juillet 1874, Georges Renaud épouse l'artiste Elisabeth Galtier-Boissière (1848-1898), aquafortiste et peintre sur faïence. Leurs témoins sont le député Édouard Charton, l'économiste Joseph Garnier, l'avocat Jean-Jules Clamageran et un cousin d'Elisabeth, Adolphe Mazan de Mazarin. Le couple aura plusieurs enfants, dont André (1875-1905), Paul (1878-1916), Marcel (1880-1886) et Jules (1884-19..).
Attaché au cabinet des ministres des Finances Léon Say et Joseph Magnin (1879-1880), Georges Renaud est nommé secrétaire de la commission parlementaire d'enquête sur le régime des boissons (1880-1881). Le 8 octobre 1880, il est nommé chevalier de la Légion d'honneur sur proposition de Magnin.
Après avoir enseigné l'économie politique et la géographie à l'Association polytechnique entre 1868 et 1879, et après avoir dirigé les cours d'un institut d'enseignement secondaire spécial pour les femmes, il devient en 1880 professeur d'économie politique et de législation à l’École Turgot et professeur de géographie à l’École Arago, deux des écoles supérieures de la ville de Paris.
Collaborateur du Journal des économistes à partir de 1866 et membre de la Société d'économie politique, il donne plusieurs conférences en faveur du libre-échange. Il est l'auteur d'un Manuel d'économie rurale et de plusieurs brochures. Membre de la Société de géographie depuis 1874, il fonde la Revue géographique internationale, qu'il dirige à partir de 1876.

### Candidat à la députation (1883)

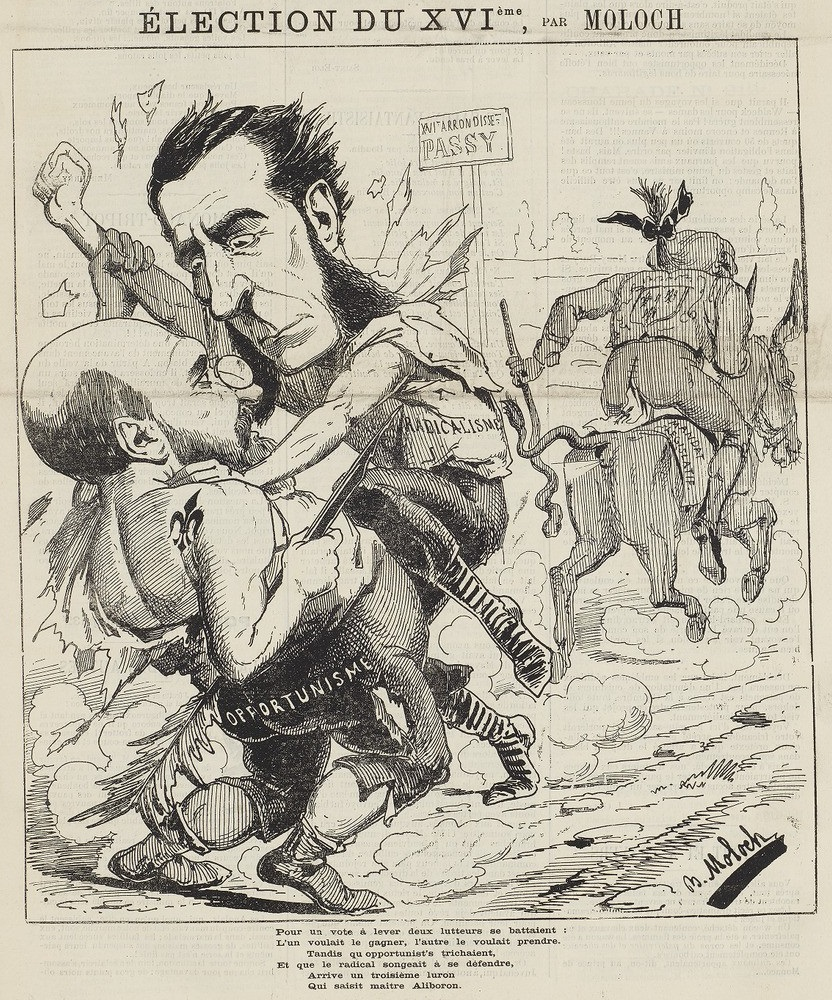
Caricature de Moloch représentant l'opportuniste Ranc, président de l'Union républicaine, aux prises avec le candidat radical Bouteiller, tandis que le candidat royaliste (Calla) remporte le scrutin grâce à cette division des républicains (La Silhouette, 24 mai 1883).

Républicain modéré et libéral se réclamant de l'Union républicaine, Georges Renaud pose sa candidature à l'élection législative partielle organisée dans le 16e arrondissement de Paris après la démission du député Henri Marmottan (6 et 20 mai 1883). Les autres candidats en présence sont le radical Jehan de Bouteiller, président du conseil municipal de Paris, le royaliste Louis Calla, le bonapartiste Gutave Cornu (d) de Boismilon et un autre républicain « opportuniste » de l'Union républicaine, Henri Thulié, conseiller municipal de La Muette et ancien président du conseil municipal. Afin de ne pas semer la division au sein de l'électorat opportuniste et de faire ainsi « le jeu de la candidature extrême de M. de Bouteiller », Renaud se désiste trois jours avant le premier tour et appelle ses sympathisants à voter pour Thulié,, qui a obtenu le soutien de l'ancien comité électoral du député démissionnaire.
À l'issue du premier tour de scrutin, Bouteiller arrive en tête, avec 2587 voix (soit 34,5 % des suffrages exprimés), suivi de très près par Calla (2309 voix, soit 30,8 %) et Thulié (2299 voix, soit 30,7 %), Cornu n'ayant quant à lui recueilli que 238 suffrages (3,2 %). Thulié se désistant, la victoire au second tour semble acquise à Bouteiller, car le total des voix républicaines (4886) est bien supérieur à celui des voix monarchistes (2547), ces dernières étant même légèrement inférieures au nombre des abstentions (2549).
Or, revenant sur son engagement antérieur à respecter la discipline républicaine, Georges Renaud se déclare candidat avec l'appui d'un comité de l'Union républicaine présidé par le docteur Clovis Thorel. Il reçoit également le soutien du sénateur Émile Guyot mais pas celui de Victor Hugo, contrairement à ce qu'affirme imprudemment une affiche approuvée par le candidat et placardée en fin de campagne. Renaud obtient finalement 15,8 % des suffrages exprimés, soit 1134 voix, tandis que le candidat royaliste l'emporte sur Bouteiller avec moins de 40 voix d'avance. Les républicains en tiendront rigueur à Renaud, le poussant ainsi à renoncer à la politique.
Georges Renaud meurt le 29 novembre 1907 au no 10 de la rue Dorian. Il est inhumé quatre jours plus au cimetière de Passy (division 1, 5e ligne sud, no 7 est) aux côtés de son épouse et de son fils André.